# Nijlen
Nijlen (antiguamente Nylen) es una localidad y municipio de la provincia de Amberes en Bélgica. Sus municipios vecinos son Berlaar, Grobbendonk, Heist-op-den-Berg, Herenthout, Lier, Ranst y Zandhoven. Tiene una superficie de 39,1 km² y una población en 2020 de 22.938 habitantes, siendo los habitantes en edad laboral el 63% de la población.

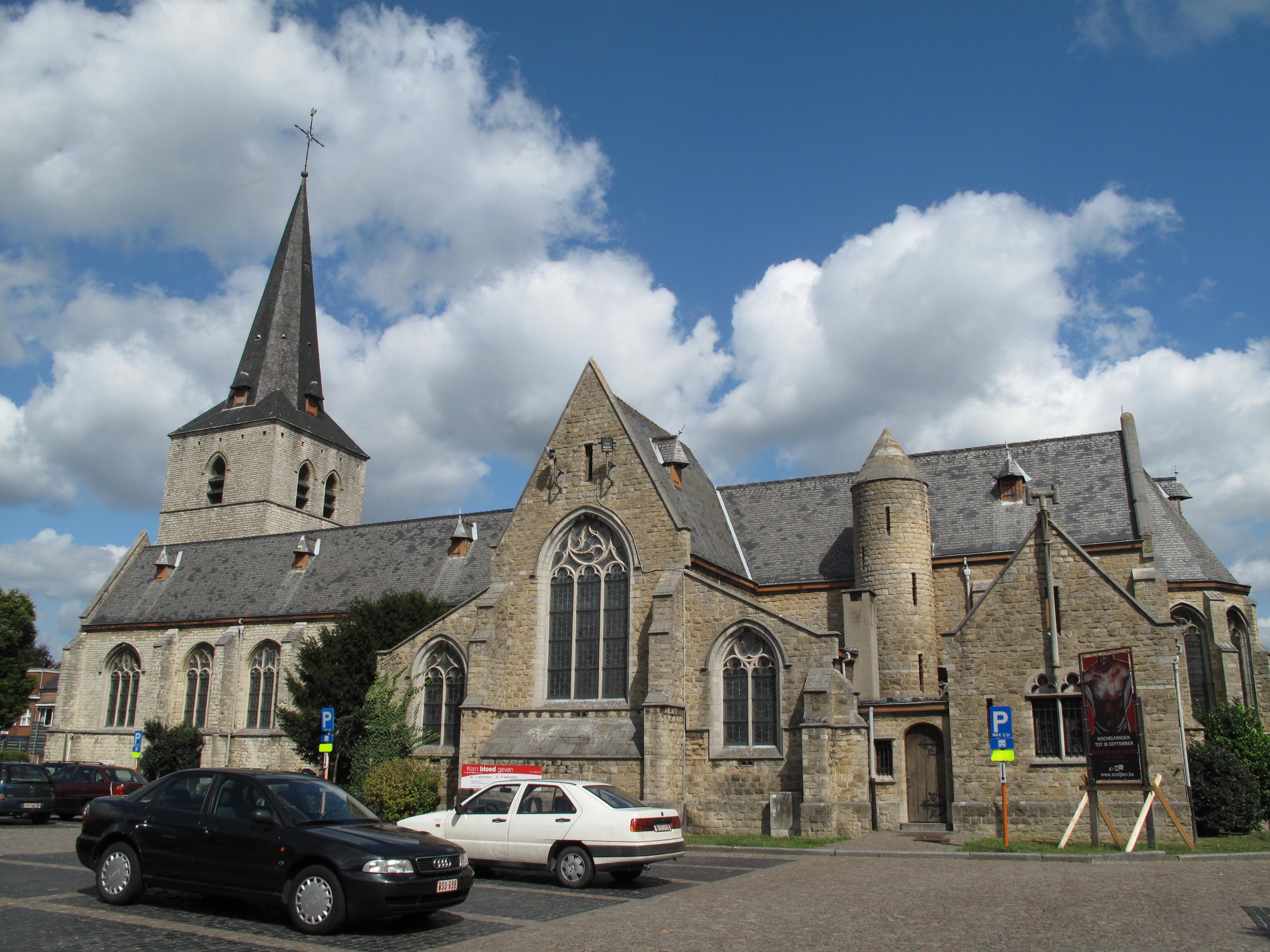
Iglesia de San Willibrordus.

El municipio Nijlen se encuentra muy cerca de la ciudad de Lier a pocos kilómetros al sur del Canal Alberto. Amberes localizado a 18 kilómetros al noroeste, Malinas a 20 kilómetros al suroeste y Bruselas a unos 40 kilómetros al suroeste.

## Demografía

### Evolución
Todos los datos históricos relativos al actual municipio, el siguiente gráfico refleja su evolución demográfica, incluyendo municipios después de efectuada la fusión el 1 de enero de 1977.
| Gráfica de evolución demográfica de Nijlen entre 1846 y 2020 |
|                                                              |

## Ciudades hermanadas
- Güssing, en Austria.

## Personas notables de Nijlen
- Jozef Lieckens, ciclista.
- Victor Van Schil, ciclista.
- Alfons Vandenbrande, ciclista.